# قلة الرنفة (كعيدنة)

تعديل مصدري - تعديل

قلة الرنفة هي إحدى قرى عزلة الغربي بمديرية كعيدنة التابعة لمحافظة حجة، بلغ تعداد سكانها 258 نسمة حسب تعداد اليمن لعام 2004.